# ADEM CAD/CAM/CAPP
ADEM (Automated Design, Engineering, Manufacturing) – zaawansowany system typu CAD/CAM/CAPP produkowany przez rosyjską firmę o takiej samej nazwie.
ADEM jest już od lat stosowany w wielu gałęziach przemysłu, głównie przez firmy produkujące militaria, jak również firmy lotnicze oraz związane z przemysłem kosmicznym. Do niedawna system znany i rozpowszechniany był tylko na terenie Rosji. Obecnie jest dostępny w całej Europie oraz w Azji.
Obecna wersja (8.1) jest pierwszą spolszczoną wersją systemu.